# Asociación juvenil (España)
En España, se define una asociación juvenil como una entidad sin ánimo de lucro formada por jóvenes —hasta 30 años, cuotas en función de la legislación autonómica en España—, creada al amparo del artículo 22 de la Constitución Española.

## Naturaleza jurídica
Las Asociaciones juveniles son personas jurídicas en virtud de lo establecido en el artículo 35.1 del Código Civil y en la Ley Orgánica 1/2002, reguladora del Derecho de Asociación.

## Creación
Una asociación juvenil nace por acuerdo válido entre 3 o más personas físicas o jurídicas, legalmente constituidas. El acuerdo de constitución, deberá hacerse mediante acta fundacional, en documento público o privado. Esta acta fundacional deberá incluir los Estatutos, cuya función es la de regir el funcionamiento y organización de dicha asociación. Además, una asociación debe contar con un Código de Identificación Fiscal (CIF).

### Contenido de la documentación de creación
El Acta Fundacional debe estar compuesta por:
- El nombre y apellidos de los promotores de la asociación si son personas físicas, la denominación o razón social si son personas jurídicas, y, en ambos casos, la nacionalidad y el domicilio.
- La voluntad de los promotores de constituir una asociación juvenil, los pactos que, en su caso, hubiesen establecido y la denominación de esta.
- Los Estatutos aprobados que regirán el funcionamiento de la asociación.
- Lugar y fecha de otorgamiento del acta, y firma de los promotores.
- La designación de los integrantes de los órganos provisionales de gobierno.

Los Estatutos de una asociación juvenil, deben contener, al menos:
- Denominación.
- Domicilio y ámbito territorial de sus actividades.
- Duración (especificando si se constituye por tiempo indefinido.
- Descripción precisa de los fines y actividades de la asociación juvenil.
- Requisitos y modalidades de admisión y baja, sanción (en su caso) y separación de sus asociados y, si procede, las clases de estos.
- Derechos y obligaciones de los socios.
- Los órganos de gobierno y representación, su composición, reglas y procedimientos para la elección y sustitución de sus miembros, sus atribuciones, duración de los cargos, causas de su cese, la forma de deliberar, adoptar y ejecutar sus acuerdos y las personas o cargos con facultad para certificarlos y requisitos para que los citados órganos queden válidamente constituidos, así como la cantidad de asociados necesaria para poder convocar sesiones de los órganos de gobierno o de proponer asuntos en el orden del día.
- Régimen de administración, contabilidad y documentación.
- Patrimonio inicial.
- Causas de disolución y destino del patrimonio.

## Otros requisitos
Es imprescindible que la asociación juvenil esté inscrita en el Registro de Asociaciones Juveniles de la administración de la que dependan sus subvenciones o formas de financiación, en caso de que así ocurriera.
La legislación en materia de asociaciones juveniles varía en función de la Comunidad Autónoma en la que nos encontremos.

## Objetivos
- Poner en común conocimientos, medios y actividades destinados a cumplir los fines comunes de los socios.
- Participar en la vida social del territorio donde realiza sus actividades.
- Ser instrumento de intercambio de experiencias entre los socios.

## Formas de participación
Una asociación juvenil puede participar en el ámbito e índole para el que fue creado de forma autónoma —con la ayuda de las subvenciones y convenios que pueda solicitar a las Administraciones Públicas y otras entidades— o de forma asociada o federada. La forma más común de unión y trabajo común entre asociaciones juveniles de una misma zona territorial, es la creación de un Consejo de la Juventud, ya sea de ámbito local, comarcal, provincial, autonómico o nacional.